# Girl's in the Band
Girl's in the Band, titulado La niña está en la banda en Hispanoamérica y Las chicas de la banda en España, es el decimonoveno episodio de la trigésima temporada de la serie animada Los Simpson, y el episodio 658 de la serie en general. Se emitió en Estados Unidos en Fox el 31 de marzo de 2019.
También es el primer episodio escrito por Nancy Cartwright, actriz de voz original (en inglés) de Bart Simpson entre otros personajes, lo que la convierte en la tercera de los seis miembros principales del reparto original en tener un episodio a su nombre. Muchos guiones desde la temporada 11 fueron escritos por Dan Castellaneta, quien interpreta la voz de Homer Simpson entre otros, y Harry Shearer, la voz de muchos personajes secundarios y recurrentes, escribió el episodio "Trust But Clarify" de la temporada 28. Esto también hace que Cartwright sea el primer miembro femenino del reparto original principal con un crédito de escritura para el programa.
El actor J.K. Simmons hace su quinta aparición como invitado en la serie como Victor Kleskow en homenaje a su rol de instructor abusivo en la película Whiplash de 2014.

## Argumento

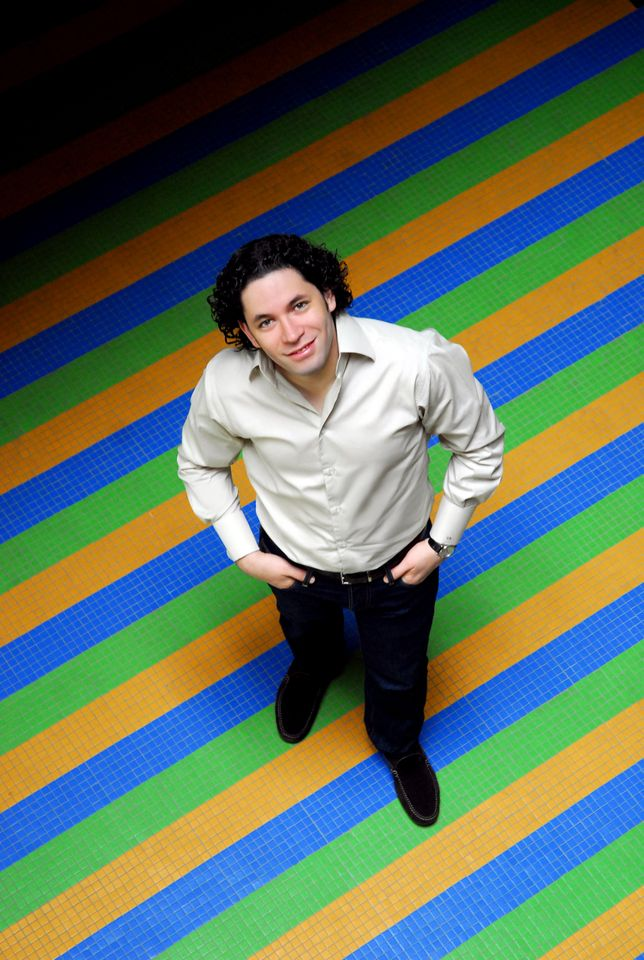
Gustavo Dudamel, músico, compositor y director de orquesta venezolano, hizo su aparición en este episodio.

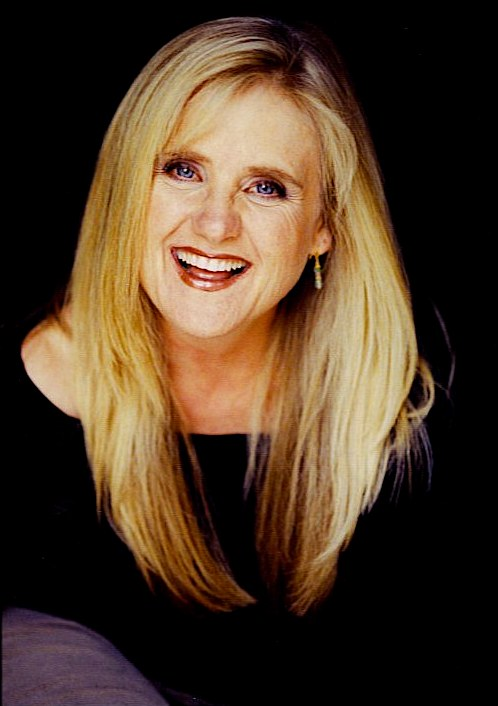
Nancy Cartwright, actriz que da voz a Bart Simpson y otros personajes en la versión original de la serie, fue la que escribió este episodio.

Todo comienza cuando se muestra una panorámica de Springfield, con una valla publicitaria que dice "Bienvenido a Springfield. Venga al día del garrote, quédese con la sopa de serpientes" y un texto grabado en el campo de maíz junto a la granja de Cletus Spuckler que dice que el maíz se vende aquí, antes de que la cámara se acerque a la Academia de Música de Springfield, donde hay una graduación en la clase de 1999, en donde el maestro de música y director de la banda de la Escuela Primaria Springfield, Dewey Largo es uno de los ganadores del Premio Golden Baton, pero el otro ganador, el director de orquesta venezolano Gustavo Dudamel (voz original interpretada por Chris Edgerly), lo estrangula en energía oscura después de que el presidente de la universidad le dice que solo será un maestro de escuela.
Dewey se despierta de la pesadilla al lado de su compañero gay Geoffrey y recuerda que a pesar de que se graduó como el mejor de su clase, su carrera de conductor musical antes prometedora fracasó y lo llevó a enseñar música elemental donde ahora él es infeliz.
En la Escuela Primaria Springfield, Dewey dirige la orquesta de la escuela cuando recibe un correo electrónico de Victor Kleskov, el director musical de la Filarmónica de la Ciudad Capital, y dice que asistirá al concierto la próxima noche. Dewey, recientemente inspirado para impresionar a Kleskov, comienza a entrenar a los estudiantes con "The Stars and Stripes Forever". La noche siguiente, el concierto es un éxito, con los niños tocando "Troika" del teniente Kije, pero Dewey está triste cuando en lugar de cazarlo furtivamente, Victor elige llevar a Lisa Simpson para su orquesta juvenil.
Homer y Marge Simpson luchan por encontrar una manera de programar y pagar el nuevo trabajo escolar extracurricular de Lisa. Una vez que llegan a Ciudad Capital, a Lisa le resulta difícil trabajar con Victor, ya que revela su verdadera personalidad amenazadora, y cómo un solo error puede enfurecerlo.
Para ganar dinero extra, Homer comienza a trabajar el turno de la noche para pagar la participación de Lisa en la orquesta. Mientras tanto, en el campus de la nueva orquesta, Bart está confinado en un armario con los hermanos de los otros músicos estudiantiles. Lisa gana la primera silla para saxofón en una competencia al superar a otro estudiante, pero se da cuenta de lo egoísta que se ha vuelto y de cómo ella no se ha dado cuenta del costo de sus nuevas lecciones de música y los tiempos de viaje asociados están afectando a su familia.
Victor ofrece avanzar a Lisa a la siguiente clase, que cuesta más y está más lejos. Mientras tanto, Homer parece estar privado del sueño y comienza a alucinar durante su turno en la planta de energía nuclear: bailar y beber con el barman Lloyd de El resplandor. Para evitar más problemas para ella y su familia, Lisa, al probar para la orquesta de nivel superior, en cambio falla a propósito, destruyendo su carrera de saxofón.
Para evitar más problemas, Homer ignora los talentos de Maggie, mientras que Lisa falla a propósito, matando a su carrera para salvar a su familia.
Durante los créditos finales, Largo y su novio llegan a casa, con él echando a su amor, pero cuando está de acuerdo con el nombre del perro, todo está resuelto.

## Recepción
Dennis Perkins de The A.V. Club le dio al episodio una clasificación B-, indicando que "Trabajar a través de un conflicto en Los Simpson es mucho más difícil de lo que parece. Tenemos que comenzar en uno y volver a uno, todo en 20 minutos y todo en un mundo que nunca puede cambiar fundamentalmente. Entonces, el conflicto significa que Lisa y su familia tienen que aceptar un problema aparentemente insoluble, al mismo tiempo que se mantienen fieles a cada personaje, y no cambian a nadie en la resolución necesaria. Es más difícil, sostengo, en un programa como este que en un programa más convencionalmente serializado, donde los arcos pueden afectar al conjunto de una manera más permanente en el futuro. Sin embargo, un gran episodio de Los Simpson encuentra la manera de hacerlo ... 'Girl's In The Band' no es un mal esfuerzo para encontrar esa narrativa y el punto dulce comediante que hicieron Los Simpson, Los Simpson—pero es un trabajo incompleto e insatisfactorio".
"Girl's in the Band" obtuvo un índice de audiencia de 0.8 con un 4 de share y fue visto por 2.07 millones de espectadores.